# Viaggi (album)
Viaggi è il ventitreesimo album di Peppino di Capri, pubblicato nel 1979.

## Tracce
Lato A
1. Veliero – 3:10
2. Fresca fresca – 4:12
3. I Want Your Love – 2:57
4. Birimbì birimbà – 3:14
5. Portami a ballare – 4:35

Durata totale: 18:08
Lato B
1. Napoli – 3:20
2. Solo musica – 3:25
3. Dimane – 4:20
4. Outra vez – 3:20
5. Bianca – 3:56

Durata totale: 18:21